# Santa Cruz Mixtepec
Santa Cruz Mixtepec es un pueblo del estado mexicano de Oaxaca, situado en el distrito de Zimatlán, en México. Es la cabecera del municipio de Santa Cruz Mixtepec.

## Toponimia
Recibe este nombre debido al santo patrono "La Santa Cruz" y Mixtepec, viene del náhuatl que quiere decir "Cerro entre nubes".

## Historia

### Prehistoria
Se cree que sus primeros pobladores habitaron un cerro al noroeste este de la población actual. Ya que en el lugar existe una gruta, en la cual hay pinturas rupestres, utensilios y tumbas. Que son indicios de que en el lugar cultura antecesora de los actuales pobladores.

### Fundación
Es un pueblo, muy viejo no se sabe nada de su fundación. A diferencia de la cabecera municipal que es Zimatlán. Pero se cree que fue fundado a mediados del siglo XVI.

### Cronología
Los habitantes construyeron un nicho con la Cruz y la depositaron en la iglesia de la cabecera municipal.
En el pueblo lo que más se recuerda es los conflictos territoriales con los pueblos vecinos.
En 1962 se construye la primaria de la localidad.
En 1980 se crea la primera banda de música del pueblo.
En 1982 se establece el servicio telefónico en el pueblo hasta antes desconocido este.

## Relieve, Flora y Fauna
Se ubica en la provincia fisiografica de la Sierra Madre del Sur dentro de la subprovincia de los Valles Centrales, con un relieve asociado a las cañadas y lomerios. Cabe mencionar que en las zonas altas del pueblo hay encinos, que son de climas más fríos. En las zonas de lomerios se lleva acavo actividades agrícolas. Además de la presencia de un flora arbustiva, matorrales, entre otras.
La elevación más alta es el Cerro de los Ocotes o de la Cruz con una altura de 2200 m s. n. m. y la curva más baja a 1500 m s. n. m. Lo que da origen a una diversidad de climas en esta zona.
En este lugar hay flora de cobertura de temporal que solo dura 5 meses, el matorral secundario que es una variación del bosque tropical caducifolio y son áreas que fueron abandonadas, para ser otra vez ocupadas por el pastoreo de chivos y hay una flora de cubata, huizache, casahuate, entre otras.
En la zona del bosque tropical hay una flora de aveves silvestres, acasias. Esta área es de un 15% de la zona.
El bosque de encinos resguarda algunas de los siguientes árboles encino chaparro, encino amarillo, encino quebracho, encino tinta blanca y otras especies.
La mayoría de los animales que hay son de origen doméstico los cuales son: gallina, toros, chivos, perros, puercos. El cultivo predominante es el del agave mazcalero y el maíz.
La fauna silvestre se compone de conejo, tlacuache, ardilla, tejón, coyote,liebre, armadillo y venado entre otras más.

## Clima
El pueblo tiene una temperatura promedio anual de 19 °C. Un viento con dirección al sureste con una velocidad promedio de 9 km/h. Una humedad del aire del 83%. Con un clima semicálido típico de los valles centrales de Oaxaca.

## Atractivos turísticos
Los principales atractivos de la localidad son: 
- Una cueva con pinturas rupestres.
- La calenda un festividad en la que se celebra los días del lunes del cerro o Guelaguetza.
- Balnearios (los sabinos "" y el trapiche)
- El 1, 2 y 3 de noviembre se va a los panteones en un celebración parecida a la de Míxquic.
- La iglesia de la localidad que está en reconstrucción pero alberga bajo resguardo pinturas en óleo y retablos coloniales. Además de que la iglesia fue construida por una misión de los frailes Dominicos.

## Comunicaciones y Transportes

### Carreteras
Las vías de comunicación con las que cuenta el pueblo es únicamente una que la comunica con los pueblos vecinos de San Bernardo Mixtepec y San Pedro el Rincón de Tlapacoyan. Que esta a su vez comunica a Sola de Vega y Puerto Escondido, por el sur y por el norte con Zimatlán de Álvarez y Oaxaca de Juárez.
El pueblo todas sus calles pavimentadas y está en proceso de ser pavimentada el tramo entre la carretera federal y Santa Cruz Mixtepec.

### Radio y Televisión
Reciben señal de radio y televisión. Además de la señal de sistema de SKY.

### Transportes
Periódicamente pasan camiones que van de San Bernardo Mixtepec a Oaxaca de Juárez.
Además de haber un sitio de taxis local, como es usual que haya en todas las comunidades de Oaxaca.

## Economía
La economía de la localidad se basa principalmente en la agricultura y ganadería.
Con los cultivos de maíz, frijol, agave y los animales de corral como las gallinas y patos, y los animales de pastoreo como los toros, chivos, burros, junto con los perros y gatos. 
Otra parte a los pequeños negocios como las tiendas y transportes como son los taxis. Junto con la que se dedica a la recolección de plantas curativas de la zona.
Pero la mayor parte de los ingresos vienen de los envíos de dinero de la gente que trabaja en el extranjero.

## Gobierno
Su actual gobierno (2016-2019) ha ido trabajando con la gente para beneficio de la misma, en poco tiempo ha logrado implementar proyectos que atraerán el turismo a una zona que antes no la recibía. De igual forma se pretende implementar curso para recuperar la lengua de la región (zapoteco), programas sociales y de salud pública se están gestionando en la actualidad tanto en gobierno del estado como en el gobierno federal.